# Кріомедицина
Кріомедицина — галузь медицини, заснована на використанні кріогенної технології: застосування вкрай низької температури для боротьби з різними захворюваннями.

## Історія
У 1964 році було створено міжнародне наукове товариство кріобіологів, що поклало початок систематичному і координованому вивченню впливу вкрай низької температури на живі об'єкти. З 1968 року виходить журнал "Cryobiology". Аналогічний за тематикою журнал систематично виходить в Японії з 1974 року.
Формування кріомедицини як науки відносять до 70-х рр. ХХ ст. Запропонований в середині 70-х років японським ревматологом Тосимо Ямаучі метод загального і локального впливу за допомогою охолодженого до t –100 ° –180 ° С повітря зробив революцію. Перші кріосауни з'явилися в 1978 році, завдяки працям японського вченого, який спостерігав позитивний результат лікування холодними парами азоту хворих на ревматоїдний артрит. Температурний режим підбирався методом проб і помилок, тому створював певні ризики для здоров'я пацієнтів. Пізніше методика була вдосконалена німецькими фахівцями. Вони визначили оптимальну температуру до –140 градусів і час безпечного перебування в кріосауні — від 1 до 3 хвилин.
В 1972 році на базі двох лабораторій Фізико-технічного інституту низьких температур Академії наук УРСР і проблемної науково-дослідної лабораторії низькотемпературного консервування кісткового мозку і крові Харківського інституту удосконалення лікарів було засновано Інститут проблем кріобіології і кріомедицини Національної академії наук України.
Примітки
1. ↑  Соловьева, О. В. (2011). Применение Низких Температур В Ветеринарной Медицине. Vetpharma (рос.). № 3-4. ISSN 2307-4426. Архів оригіналу за 9 липня 2021. Процитовано 30 червня 2021.
2. ↑  Холод на здоровье. medcryonika.com.ua. Архів оригіналу за 9 липня 2021. Процитовано 30 червня 2021.
3. ↑  Что лечит экстремальный холод: 4 вопроса о криотерапии. HEROINE (рос.). 26 листопада 2019. Архів оригіналу за 12 серпня 2020. Процитовано 30 червня 2021.
4. ↑  Інститут проблем кріобіології і кріомедицини НАН України. www.cryo.org.ua. Архів оригіналу за 4 грудня 2011. Процитовано 30 червня 2021.